# 上海アメリカンクラブ

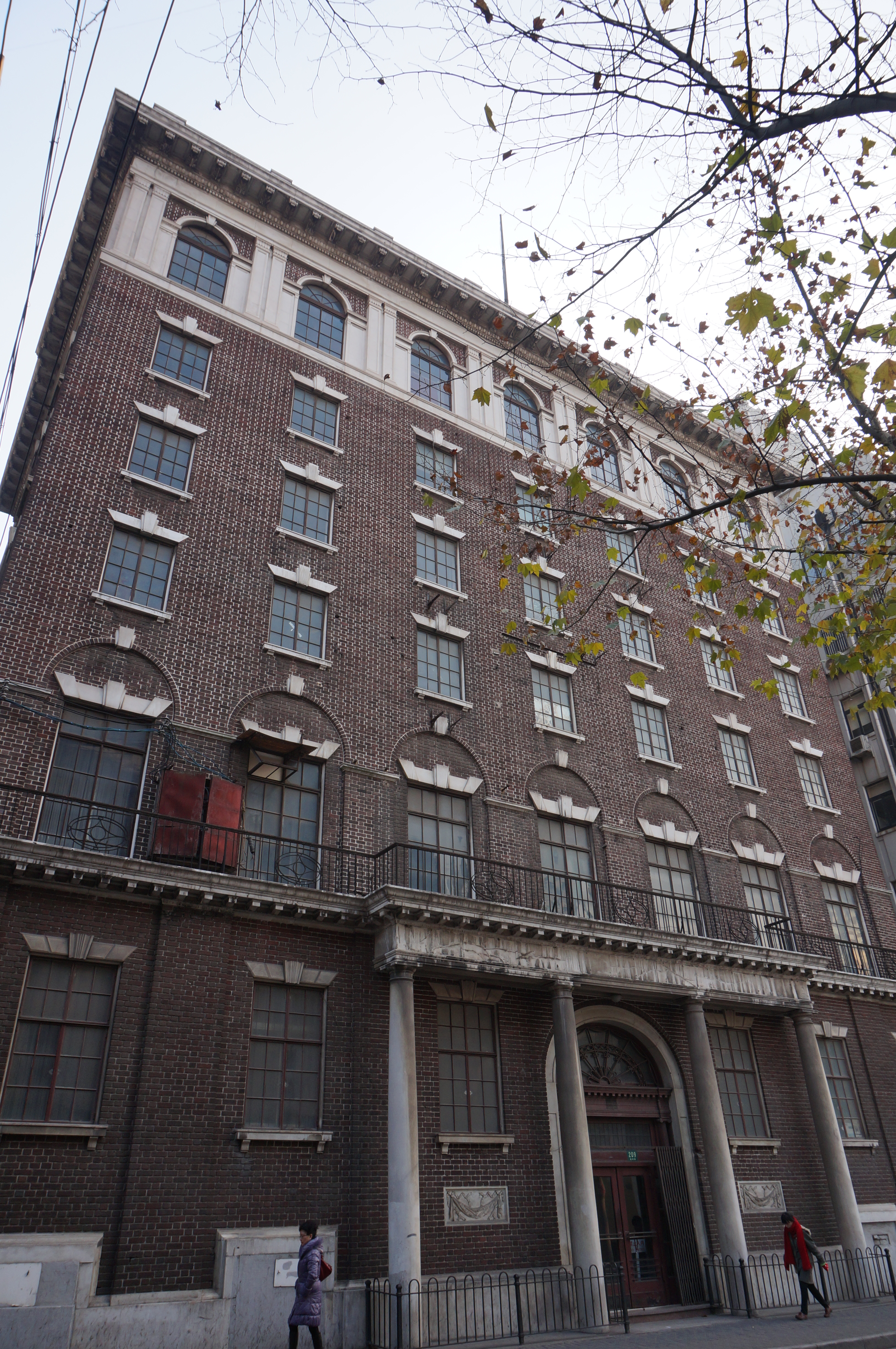
上海アメリカンクラブ

上海アメリカンクラブ（中国語: 花旗总会、英語: American Club）は1917年から1949年までに存続していた、上海にいるアメリカ人のクラブである。
上海アメリカンクラブは1917年7月4日に成立し、その総会ビルは1925年8月に竣工した。建物の設計者はラズロ・ヒューデックであり、7階建てでレストラン、バー、ダンスホールなどの施設を設ける。旧日本軍は上海共同租界を進駐した後、上海アメリカンクラブも日本軍に占拠された。戦後、上海アメリカンクラブは復活したが、1949年に再び活動を停止した。1994年、アメリカンクラブ総会ビルは上海市優秀歴史建築にリスト入りした。この建物は現在、上海金融裁判所の建築として利用されている。